# Investmentaktiengesellschaft
Eine Investmentaktiengesellschaft (InvAG) bezeichnet eine nach deutschem Kapitalanlagegesetzbuch (KAGB) gegründete Kapitalanlagegesellschaft mit variablem Gesellschaftskapital (§§ 108 ff. KAGB). Das Anfangskapital muss mindestens 125.000 EUR (externe Kapitalverwaltungsgesellschaft) oder 300.000 EUR (interne Kapitalverwaltungsgesellschaft) (§ 25 Abs. 1 Nr. 1 KAGB) betragen.
Ziel der InvAG ist die Verwaltung von Sondervermögen, und das Gesellschaftskapital wird daher in Wertpapieren angelegt. Sie ist damit vergleichbar mit der SICAV, die quasi das rechtliche Gegenstück nach französischem, luxemburgischem und schweizerischem Recht ist. Vergleichbare Rechtsformen finden sich in zahlreichen EU-Staaten, zum Beispiel auch im Vereinigten Königreich und in Irland.
Eine Investmentaktiengesellschaft kann auch in der Form einer Umbrella-Konstruktion mit verschiedenen Teilgesellschaftsvermögen errichtet werden, wobei diese Teilgesellschaftsvermögen (Abkürzung TGV) wie Sondervermögen einer Kapitalanlagegesellschaft vermögens- und haftungsrechtlich voneinander getrennt sind.
Das Betriebsvermögen einer solchen Investmentaktiengesellschaft in Form einer Umbrella-Konstruktion kann auf 3 verschiedene Arten dem Gesellschaftsvermögen zugeordnet sein:
1. Ein sonstiges Gesellschaftsvermögen, das nicht Bestandteil eines Teilgesellschaftsvermögens ist und daher auch nicht den Anlagerestriktionen des Investmentsgesetzes unterliegt und nicht von der Depotbank verwahrt und kontrolliert wird (Standard für selbstverwaltete Investmentaktiengesellschaften in Form der Umbrella-Konstruktion, weil hierbei die Kosten und Aufwandsbelastung der einzelnen Teilgesellschaftsvermögen im Zusammenhang mit deren Administration am klarsten und leichtesten gewährleistet ist). Diese Zuordnung entspricht der bei Kapitalanlagegesellschaften üblichen.
2. Das Betriebsvermögen wird einem TGV zugeordnet.
3. Die TGVs sind am Betriebsvermögen nach Art einer Bruchteilsgemeinschaft beteiligt. Diese Art der Zurechnung ist allerdings in der Praxis höchst kompliziert, insbesondere bei der Preisfeststellung.

2005 war diese Gesellschaftsform in Deutschland für Fonds sehr wenig verbreitet, lediglich ein paar Hedgefonds wurden in dieser rechtlichen Hülle aufgelegt. Durch die erhebliche Lockerung des Rechtsrahmens und die damit verbundene Flexibilisierung ist sie jedoch beliebter geworden, z. B. als Hülle für ETFs.